# بلدة ساوث برانش (مقاطعة كروفورد)
ساوث برانش، مقاطعة كروفورد (بالإنجليزية: South Branch Township, Crawford County, Michigan)‏ هي بلدة تقع بولاية ميشيغان في الولايات المتحدة. تبلغ مساحتها 273.6 (كم²)، وترتفع عن سطح البحر 346 م، بلغ عدد سكانها 1842 نسمة في عام تعداد الولايات المتحدة 2000 حسب إحصاء مكتب تعداد الولايات المتحدة وتصل الكثافة السكانية فيها 6.7 نسمة/كم2.

## وصلات خارجية
- The US50 - Cities and Towns in Michigan State
- Michigan Cities and Towns, Facts, Map, Flag, Colleges, Government, and More